# یاکو هانینن
یاکو هانینن (انگلیسی: Jaakko Hänninen؛ زادهٔ ۱۶ آوریل ۱۹۹۷ ‏(۲۷ سال)) دوچرخه‌سوار اهل فنلاند است.
از باشگاه‌هایی که در آن بازی کرده‌است می‌توان به آژ۲آر لا موندیال اشاره کرد.
وی در مسابقات کشوری و بین‌المللی در مجموع برندهٔ ۱ مدال برنز شده‌است.